# Still in the groove
「still in the groove」（スティル・イン・ザ・グルーヴ）は、水樹奈々の8作目のシングルである。2003年7月16日にキングレコードから発売された。

## 解説
- 「still in the groove」についてプロデューサーの三嶋章夫は「この頃からライヴにダンスを積極的に取り入れ、そのフラッグシップになるような楽曲を作る事をコンセプトに制作しました」と語っている[1]。三嶋はカップリング曲の「恋してる…」について「水樹の作詞家としての出発点となる」「初々しさ満点」と語っている[1]。
- タイトルの意味はレコードの溝。目まぐるしく変化する社会に飲まれて前に進んでいるつもりであっても、同じ場所をぐるぐる回っていていることに気が付いていないのではないかというメッセージ性の強い、皮肉の効いた矢吹らしい歌詞となっている。
- 『POWER GATE』から本作までのシングルのタイトル曲は作詞・作曲・編曲すべて矢吹俊郎によるものであったが、次作以降この体制ではなくなる。
- ギターソロは前作『New Sensation』と同じ北島健二によるものである。

## 収録曲
1. still in the groove
作詞・作曲・編曲：矢吹俊郎
  - 「いろメロミックス」CMソング
2. refrain
作詞・作曲：矢吹俊郎、編曲：矢吹俊郎・大平勉
アルバム『DREAM SKIPPER』に新録音のアレンジバージョン「refrain -classico-」が収録された
3. 恋してる…
作詞：水樹奈々、作曲・編曲：大平勉
  - PS2・Xbox用ゲームソフト『ビストロ・きゅーぴっと2』オープニングテーマ
4. still in the groove（Vocalless Ver.）
5. refrain（Vocalless Ver.）
6. 恋してる…（Vocalless Ver.）

## 収録作品
| 曲名                | 収録作品名                                          | 作品種類           | 発売日         |
| ------------------- | --------------------------------------------------- | ------------------ | -------------- |
| still in the groove | DREAM SKIPPER                                       | オリジナルアルバム | 2003年11月27日 |
| still in the groove | THE MUSEUM                                          | ベスト・アルバム   | 2007年2月7日   |
| still in the groove | NANA MIZUKI LIVE SKIPPER COUNTDOWN THE DVD and more | ライブビデオ       | 2004年3月3日   |
| still in the groove | NANA CLIPS 2                                        | PV集               | 2004年7月7日   |
| still in the groove | NANA MIZUKI LIVE RAINBOW at BUDOUKAN                | ライブビデオ       | 2005年4月6日   |
| still in the groove | NANA MIZUKI LIVE MUSEUM×UNIVERSE                    | ライブビデオ       | 2007年6月6日   |
| still in the groove | NANA MIZUKI LIVE FIGHTER -BLUE×RED SIDE-            | ライブビデオ       | 2008年12月25日 |
| still in the groove | NANA MIZUKI LIVE DIAMOND×FEVER                      | ライブビデオ       | 2009年12月23日 |
| still in the groove | NANA MIZUKI LIVE CASTLE×JOURNEY -QUEEN-             | ライブビデオ       | 2012年5月2日   |
| still in the groove | NANA MIZUKI LIVE FLIGHT×FLIGHT+                     | ライブビデオ       | 2015年1月14日  |
| still in the groove | NANA MIZUKI LIVE GALAXY -GENESIS-                   | ライブビデオ       | 2016年9月14日  |
| refrain -classico-  | DREAM SKIPPER                                       | オリジナルアルバム | 2003年11月27日 |
| refrain -classico-  | NANA MIZUKI LIVE SKIPPER COUNTDOWN THE DVD and more | ライブビデオ       | 2004年3月3日   |
| 恋してる…           | DREAM SKIPPER                                       | オリジナルアルバム | 2003年11月27日 |
| 恋してる…           | NANA MIZUKI LIVE SKIPPER COUNTDOWN THE DVD and more | ライブビデオ       | 2004年3月3日   |
| 恋してる…           | NANA CLIPS 2                                        | PV集               | 2004年7月7日   |